# What’s Going On
A What’s Going On Marvin Gaye amerikai soulénekes lemeze. 1971. május 21-én jelent meg. Ez az első album, melynek producere kizárólag Gaye. A lemez koncepcióalbum, melynek kilenc dala közül a legtöbb átvezet a következő dalba. Dalciklusnak is nevezik, mivel az utolsó dal témája megegyezik az elsőjével. Az album egy vietnámi háborút megjárt veterán szemszögéből mutatja be az országot, amiért a harcolt. Csupa igazságtalanságot, szenvedést és gyűlöletet lát.
A What’s Going On azonnali kereskedelmi és kritikai siker lett, mára az 1970-es évek soulzenéjének klasszikusa. 2001. február 27-én jelent meg deluxe-kiadása, egy ritka koncertfelvétellel egyetemben (ezen Gaye megkapta Washington kulcsait). A világ kritikusai a könnyűzene mérföldkövének és az egyik valaha megjelent legjobb lemeznek tartják. 2003-ban 6. lett a Rolling Stone magazin Minden idők 500 legjobb albuma listáján. Szerepel az 1001 lemez, amit hallanod kell, mielőtt meghalsz című könyvben.

## Az album dalai
| 1. | What’s Going On                   | Al Cleveland, Marvin Gaye, Renaldo Benson | 3:52 |
| 2. | What’s Happening Brother          | James Nyx, M. Gaye                        | 2:44 |
| 3. | Flyin’ High (In the Friendly Sky) | M. Gaye, Anna Gordy Gaye, Elgie Stover    | 3:49 |
| 4. | Save the Children                 | Cleveland, M. Gaye, Benson                | 4:03 |
| 5. | God is Love                       | M. Gaye, A. Gaye, Stover, Nyx             | 1:49 |
| 6. | Mercy Mercy Me (The Ecology)      | M. Gayr                                   | 3:14 |

| 1. | Right On                                | Earl DeRouen, M. Gaye      | 7:31 |
| 2. | Wholy Holy                              | Cleveland, M. Gaye, Benson | 3:08 |
| 3. | Inner City Blues (Make Me Wanna Holler) | M. Gaye, Nyx               | 5:26 |

## Közreműködők
- ének: Marvin Gaye
- producer: Marvin Gaye
- zenekari karmester: David Van De Pitte
- háttérénekesek:
  - Marvin Gaye
  - The Andantes (Jackie Hicks, Marlene Barrow és Louvain Demps)
  - Mel Farr és Lem Barney (Detroit Lions)
  - Bobby Rogers
  - Elgie Stover
  - Kenneth Stover
- hangszeres zene: The Funk Brothers
  - Marvin Gaye – zongora, dob, billentyű
  - James Jamerson – basszusgitár (1.-5. számok)
  - Earl Van Dyke – zongora
  - Bob Babbitt – basszusgitár (6.-9. számok)
  - Joe Messina – gitár
  - Robert White – gitár
  - Eli Fountain – altszaxofon
  - Wild Bill Moore – tenorszaxofon
  - Chet Forest – dob

## Fordítás
Ez a szócikk részben vagy egészben a What's Going On című angol Wikipédia-szócikk ezen változatának fordításán alapul.  Az eredeti cikk szerkesztőit annak laptörténete sorolja fel. Ez a jelzés csupán a megfogalmazás eredetét és a szerzői jogokat jelzi, nem szolgál a cikkben szereplő információk forrásmegjelöléseként.